# Strensall with Towthorpe
Strensall with Towthorpe är en civil parish i Storbritannien.   Den ligger i kommunen City of York och riksdelen England, i den centrala delen av landet, 290 km norr om huvudstaden London.